# Scheden
Scheden est une commune d'Allemagne, dans le Land de Basse-Saxe, district de Göttingen.
La commune est composée de trois villages : Scheden, Meensen et Dankelshausen.

## Jumelage
Garancières (France)